# بزرگ خالی (فیلم ۲۰۰۳)
بزرگ خالی (به انگلیسی: The Big Empty) فیلمی محصول سال ۲۰۰۳ و به کارگردانی استیو اندرسون است. در این فیلم بازیگرانی همچون جان فاورو، جوی لورن آدامز، باد کرت، جون گریس، داریل هانا، آدام بیچ، گری فارمر، ریچل لی کوک، برنت بریسکو، ملورا والترز، کلسی گرمر و شان بین ایفای نقش کرده‌اند.